# Elmshorn (Meteorit)
Koordinaten: 53° 45′ 55″ N, 9° 38′ 4″ O
Elmshorn ist ein Steinmeteorit, dessen Fall am 25. April 2023 um 14:14 MESZ mit einer mehrfach beobachteten Leuchterscheinung einherging.
Die Tageslichtfeuerkugel (Bolide) wurde sowohl von Meteorkameras aufgezeichnet, die vom Arbeitskreis Meteore betrieben werden, als auch direkt von Augenzeugen beobachtet.
Es schlugen mehrere Teile des Meteoriten in Hausdächer der Stadt Elmshorn (Schleswig-Holstein) ein.
Das größte Stück mit über 3,7 kg schlug in den Garten einer Familie nordwestlich von Elmshorn ein und verursachte erhebliche Schäden. Diese Brocken war die größte intakte Hauptmasse eines Meteoriten in Deutschland seit 100 Jahren.
Innerhalb der darauf folgende Woche wurden weitere Teile an anderen Stellen in Elmshorn gefunden, so dass insgesamt 4.277 (nach anderen Angaben 4.282) Gramm Material an 21 einzelnen Fundorten geborgen werden konnten.

## Fall und Auffindung
Der Fall des Meteoriten am 25. April 2023 erzeugte um 12:14:24 UT (etwa 2:14 nachts) für drei Sekunden eine taghelle Feuerkugel, die sowohl von zwei Meteorkameras des Allsky7-Netzwerks aufgezeichnet als auch von Augenzeugen in Norddeutschland und den Niederlanden beobachtet wurde.

### Irena-Sendler-Straße
117 Sekunden nach der Leuchterscheinung schlug das größte Teilstück mit über 3,73 kg in einem Elmshorner Garten ein.
Die Familie Mahmut und Güllü Şahin saß im Wohnzimmer, als ein Meteorit in den Garten ihres Grundstücks in der Irena-Sendler-Straße im Nordwesten von Elmshorn einschlug. Als sie nach draußen gingen, um nachzusehen, entdeckten sie ein etwa 20 cm breites und 40 cm tiefes Loch im Rasen ihres Gartens. Da sie zuerst an ein Leck in einer Gasleitung dachten, haben sie die Feuerwehr gerufen, die daraufhin mit einem Gefahrstoffzug-Fahrzeug angerückt ist und den Meteoriten geborgen hat. Dieser wurde bei der Bergung mit einem Spaten beschädigt.
Der Ton des Meteoriteneinschlags wurde von zwei Überwachungskameras, die sich auf dem Grundstück der Familie Şahin befanden, aufgezeichnet.
Dieser Stein wiegt 3.736 Gramm und ist somit das größte gefundene uns intakte Einzelstück eines Meteoriten in Deutschland innerhalb der letzten 100 Jahre. Er wurde von der Familie an das Leibniz-Institut zur Analyse des Biodiversitätswandels verkauft und ist seit dem 27. April 2024 im Museum der Natur in Hamburg der Öffentlichkeit zugänglich.

### Iltisweg
Wilfried und Brigit Labusch saßen im Wohnzimmer ihres Hauses in der Straße Iltisweg, als sie um 14:14 Uhr einen lauten Knall wahrnahmen, der wie ein Blitzeinschlag ins Dach geklungen hat. Wilfried Labusch ist sofort nach draußen gegangen, um nachzusehen, was den Lärm verursacht hat. Dabei entdeckte er die roten Bruchstücke einer Dachpfanne, die auf dem Boden verteilt lagen. Nach einiger Zeit des Suchens entdeckte er einen schwarzen Stein, der im Steinbett neben dem Zaun zum Nachbargrundstück lag. Der Meteorit schlug ins Dach des Grundstücks ein, prallte danach gegen den weißen Zaun des Nachbargrundstücks und landete schließlich auf dem Boden. Nach Angaben von Wilfried Labusch war der frisch gefallene Meteorit noch mehrere Minuten lang lauwarm. Am 27. April 2023 kontaktierte die Familie den Meteoritenexperten Dieter Heinlein, der die Echtheit des Meteoriten bestätigte.
Das Teilstück wurde daraufhin zur wissenschaftlichen Untersuchung in den Felsenkeller des VKTA gebracht. Es wiegt 223,4 Gramm und wird seit dem 25. April 2024 im Geologischen und Mineralogischen Museum in Kiel ausgestellt.

Der im Iltisweg gefundene Meteorit
Die zerstörte Dachpfanne
Der Meteorit im Detail

### Gärtnerstraße
Ein weiterer Dachtreffer ereignete sich in der Gärtnerstraße in Elmshorn. Auch hier wurde eine Dachpfanne von einem 156 g schweren Meteoriten getroffen, der daraufhin in elf Bruchstücke zerbrach. Auch die Dachpfanne wurde zerstört. Die Meteoritenfragmente wurden zur mineralogischen Untersuchung an die Universität Münster geschickt. Die Klassifizierung wurde dort von Markus Patzek und Addi Bischoff vorgenommen.

Bruchstücke des Meteoriten, der in der Gärtnerstraße eingeschlagen ist
Zerstörte Dachpfanne in der Gärtnerstraße

### Weitere Bruchstücke
Bei intensiven Suchmaßnahmen wurden innerhalb eines Monats an noch 18 Stellen im nördlichen Stadtgebiet weitere komplette Meteoritenstücke von 20 g bis hinunter zu 1 g sowie etliche Splitterfragmente sichergestellt.

## Physikalische Merkmale
Die Hauptmasse des Steinmeteoriten von der Irena-Sendler-Straße mit 3,736 kg ist auf der Frontseite fast vollständig mit einer mattschwarzen Schmelzkruste bedeckt und zeigt ausgeprägte Regmaglypten.
Der Meteorit hat eine Schüttdichte von 3,338±0,001 g/cm3.
Von den beiden nächstgrößeren Teilen vom Iltisweg  und der Gärtnerstraße war der erste mit 233,5 g praktisch unversehrt geblieben, während der andere mit 156 g beim Aufprall in ein Dutzend Fragmente zerbrochen war.

## Beschaffenheit und Klassifikation
Der Meteorit Elmshorn ist eine chondritische Brekzie. Die Bruchflächen zeigen die brekziöse Textur mit großen hellen und dunklen Teilen, die in eine gräuliche Matrix eingebettet sind.
Die optische Detailuntersuchung eines Dünnschliffs zeigte, dass es sich bei den hellen Stellen um gut rekristallisierte Lithologien mit kaum sichtbaren Reliktchondren und mit großen Plagioklaskörnern vom Typ 6 handelt, während die dunklen Lithologien reich an feinkörnigem Olivin und kleinen Metallkörnern sind.
Die gräuliche Matrix selbst ist eine Mischung u. a. aus Gesteinsklasten verschiedener petrologischer Typen (einschließlich Typ 3 und Typ 4) mit klar definierten Chondren) und schockverdunkelten Klasten.
Die am häufigsten vorkommende undurchsichtige Phase ist Kamazit, neben Taenit, Tetrataenit und Troilit.
Die genaue Analyse der Olivine in zwei verschiedenen Proben des Meteoriten ergab, dass die Komponenten in ihrer Zusammensetzung („Fa-Werten“) im Bereich zwischen den für H- und L-Chondriten typischen Werten lagen.
Auch die in beiden Proben enthaltenen Pyroxene mit niedrigem Ca-Gehalt wurden untersucht, Plagioklas-Analysen wurden hauptsächlich aus einem großen Fragment gewonnen, und schließlich wurde die Zusammensetzung der Sauerstoffisotope von acht kleinen Stücken (~2 mg pro Stück) aus zwei verschiedenen Fragmenten des Streufeldes ermittelt.
Der Elmshorner Meteorit wurde aufgrund dieser Analysen durch Markus Patzek und Addi Bischoff vom Institut für Planetologie (IfP) der Uni Münster als Gewöhnlicher Chondrit H3-6 eingestuft, mit Schockstatus S2 und Verwitterungsstatus W0.
Elmshorn ist eine damit eine Brekzie, die aus einem Gemisch vieler verschiedener Klastentypen besteht, die von stark metamorphosierten Typ-6-Klasten bis hin zu Typ-3-Klasten mit glasartiger Mesostase in den Chondrulen reichen.

## Herkunft
Nach Stefan Peters vom Museum der Natur Hamburg (LIB) wurden im Meteoriten Spuren eines gewaltigen Zusammenpralls gefunden. Man darf annehmen, dass es sich um das Relikt einer gewaltigen Kollision zweier Asteroiden vor ca. 2,8 Milliarden Jahren mit entsprechend zerstörerischen Kräften handelt, nach Schätzungen hatte einer der beiden einen Durchmesser von fast 280 Kilometern. Sie waren zudem relativ zueinander so schnell unterwegs, dass der Mutterkörper mit diesem Durchmesser dabei vollständig zerstört wurde, d. h. dass die beiden nicht gestreift haben und nur schräg oberflächlich tangiert haben.

## Aufbewahrungsorte
- Das tennisballgroße Exemplar von der Gärtnerstraße einer Masse von 156 g, inkl. dem Typusexemplar mit 20,5 g und verschiedene polierte Dünnschnitte liegen beim Institut für Planetologie (IfP) der Universität Münster.[1]

- Das Exemplar vom Iltisweg mit 223,4 g befindet sich heute in der Ausstellung des Geologischen und Mineralogischen Museums des Instituts für Geowissenschaften (IfG) der Universität Kiel.[5][6]

- Der Hauptteil von der Irena-Sendler-Straße mit seinen 3.736 g befindet sich beim Museum der Natur Hamburg (LIB).[1]